# Chassalia staintonii
Chassalia staintonii là một loài thực vật có hoa trong họ Thiến thảo. Loài này được (H.Hara) Deb & Mondal mô tả khoa học đầu tiên năm 1982.